# Shamash-shum-ukin
Shamash-shum-ukin fue un rey de la X dinastía de Babilonia que reinó en el período 668 a. C.-648 a. C.
Recibió el poder de su hermano Asurbanipal de Asiria, que renunció a la doble corona de Asiria y Babilonia, respetando así la voluntad del padre de ambos, Asarhaddón. En realidad, el reino de Babilonia estaba ahora reducido a las ciudades de Babilonia, Borsippa, Kutha y Sippar, y sus alrededores, por lo que Shamash-shum-ukin estaba celoso de su hermano, que siendo menor que él, había recibido la mayor parte del imperio.
En el año 652 a. C. se sublevó, recibiendo el apoyo de los enemigos tradicionales de Asiria, es decir, Elam, Egipto, el País del Mar, y los príncipes árabes y sirios. Asiria, como era habitual, reaccionó con lentitud, pero implacablemente, como la máquina de guerra que era, venciendo a todos los sublevados. El rey babilonio fue derrotado y muerto, siendo sustituido por Kandalanu, que a pesar de llevar el título de rey, no era más que un gobernador asirio.